# Memo Dittongo
Memo Dittongo (Milano, 1937 – Milano, giugno 1992) è stato un attore italiano, spesso accreditato come Memmo Dittongo.

## Biografia
È apparso come attore caratterista in diversi film interpretati da Adriano Celentano, a cui Dittongo era legato da profonda amicizia ed al riguardo del quale affermerà ironicamente:
(Memo Dittongo, rivolgendosi alla moglie di Celentano, Claudia Mori, notando i numerosi libri nel suo studio.)
Tra i film in cui recita col cantautore milanese ci sono Yuppi du (1975), nella parte di Scognamillo e Mani di velluto (1979) di Castellano e Pipolo, nella parte di Momo. Con Celentano recita anche in Asso (1981), sempre di Castellano e Pipolo con Edwige Fenech e Renato Salvatori, e Bingo Bongo (1982) di Pasquale Festa Campanile, nella parte del professore in aula. La sua ultima apparizione sul grande schermo (e senza l'amico Adriano) è del 1986 nel film Grandi magazzini, ancora di Castellano e Pipolo, nella parte del venditore dello spray anti-vespe.
Nel film Yuppi du ha anche girato alcune scene con Gino Santercole come aiuto regista.
Dittongo è stato attivo anche nel mondo discografico: è stato infatti uno dei fondatori del Clan Celentano con lo stesso Adriano, Miki Del Prete, Luciano Beretta ed altri artisti.

## Filmografia
- Uno strano tipo, regia di Lucio Fulci (1963)
- Super rapina a Milano, regia di Adriano Celentano (1964)
- Yuppi du, regia di Adriano Celentano (1975)
- Geppo il folle, regia di Adriano Celentano (1978)
- Mani di velluto, regia di Castellano e Pipolo (1979)
- Asso, regia di Castellano e Pipolo (1981)
- Bingo Bongo, regia di Pasquale Festa Campanile (1982)
- Joan Lui - Ma un giorno nel paese arrivo io di lunedì, regia di Adriano Celentano (1985)
- Grandi magazzini, regia di Castellano e Pipolo (1986)